# R.I.P.R.O. Volume II
 (novembre 2020).
Albums de Lacrim
R.I.P.R.O. Volume I
(2015) Force & Honneur
(2017)
Singles
1. Gustavo Gaviria
Sortie : 26 octobre 2015
2. Poutine
Sortie : 6 novembre 2015
3. Brasse au max
Sortie : 25 novembre 2015
4. J'ai mal
Sortie : 30 novembre 2015
5. Marabout
Sortie : 11 décembre 2015

R.I.P.R.O. Volume II est une mixtape du rappeur français Lacrim sorti le 11 décembre 2015. 
Elle fait suite au volume I sorti le 1er juin 2015. En avril 2016, le projet a atteint 53 301 ventes. Elle a été certifiée disque de platine peu de temps après la sortie de prison du rappeur.

## Liste des pistes
| 1.    | Poutine                              | Lacrim                     | DJ Bellek                                                       | 3:07 |
| 2.    | Gustavo Gaviria                      | Lacrim                     | DJ Bellek                                                       | 3:06 |
| 3.    | J'ai mal                             | Lacrim                     | Aurélien Mazin & Kore                                           | 3:49 |
| 4.    | Brasse au max                        | Lacrim                     | Aurélien Mazin & Kore                                           | 3:13 |
| 5.    | Petit jaloux (featuring GIMS)        | Lacrim, GIMS               | Aurélien Mazin & Kore                                           | 3:23 |
| 6.    | Marabout                             | Lacrim                     | Wealstarr                                                       | 3:47 |
| 7.    | C'est ma vie                         | Lacrim                     | Aurélien Mazin & Kore                                           | 3:03 |
| 8.    | Casa                                 | Lacrim                     | Aurélien Mazin, DJ No Name & Kore                               | 3:45 |
| 9.    | Adieu                                | Lacrim                     | Aurélien Mazin & Kore                                           | 4:11 |
| 10.   | Sur ma mère                          | Lacrim                     | Aurélien Mazin & Kore                                           | 4:19 |
| 11.   | En la calle (feat. Yandel)           | Lacrim, Yandel             | Kore, El Arma Secreta, Tainy & The MeKanics                     | 3:32 |
| 12.   | On y est (feat. SCH, Rimkus & Walid) | Lacrim, Rimkus, SCH, Walid | Aurélien Mazin, Di-Cee & Kore                                   | 4:14 |
| 13.   | On se reverra                        | Lacrim                     | Aurélien Mazin, Gloria Mulhall, Kore, Liz Madden & Serk le Labo | 3:29 |
| 14.   | Du papier                            | Rimkus                     | Hades                                                           | 3:54 |
| 50:56 |                                      |                            |                                                                 |      |

## Samples utilisés, etc.
- Le morceau "En la calle (feat. Yandel)" est un remix du morceau "Mi combo (feat. Future & Yandel)" par Spliff TV
- Le titre On y est contient des vocaux additionnels de Kore

## Clips vidéo
- 26 octobre 2015 : Gustavo Gaviria
- 6 novembre 2015 : Poutine
- 25 novembre 2015 : Brasse au max
- 30 novembre 2015 : J'ai mal
- 11 décembre 2015 : Marabout
- 22 janvier 2016 : C'est ma vie
- 13 avril 2016 : On se reverra

## Classements hebdomadaire
| Classements (2015)           | Peak position |
| ---------------------------- | ------------- |
| Belgique (Wallonie Ultratop) | 12            |
| France (SNEP)                | 12            |
| Suisse (Schweizer Hitparade) | 33            |